# Кухта, Константин Яковлевич
Кухта Константин Яковлевич (25 апреля 1920, Костянтиновка — †18 января 1992, Киев) — советский математик, доктор физико-математических наук.

## Биография
Родился 25 апреля 1920 года в г. Константиновка (ныне — Донецкая область), в семье служащего. В 1934 году поступил в Славянский химический техникум, где проучился год, после чего бросил учёбу. В 1935 поступил в Таганрогский авиационный техникум морского самолётостроения. Окончив его в 1938 году, получил специальность техника-конструктора гидросамолётов. Четыре года работал на авиационных заводах в конструкторско-исследовательском бюро под руководством авиаконструктора Г. М. Бериева.
В 1953—1960 гг. был депутатом Киевского городского совета.
В 1959 г., без отрыва от службы, с отличием окончил механико-математический факультет Киевского государственного университета им. Т. Г. Шевченко.
С 1960 по 1992 гг. работал в системе Академии наук УССР: сначала в Президиуме АН УССР (1960—1967) научным консультантом, затем помощником Президента АН УССР Б. Е. Патона.
С 1967 по 1970 гг. являлся заместителем директора по научной работе Института гидромеханики АН УССР, с 1970 по 1974 гг. работал зав. отделом в Институте геотехнической механики АН УССР, затем вместе с отделом динамики и устойчивости движения был переведён в Институт кибернетики им. В. М. Глушкова АН УССР, где и работал до последнего дня жизни (18 января 1992 года).

## Семья
Жена Горюнова Екатерина Павловна (7.12.1923 – 7.07.2005).
Дочери: Кухта Тамара Константиновна (10.12.1944 г.р.) и Кухта Лариса Константиновна (6.01.1947 г.р.). Внучка Дубиковская Юлия Леонидовна (7.12.1972 г.р.) – украинская поэтесса Кася Ясна. Внук Дубиковский Станислав Леонидович (23.01.1976 г.р.).

## Военная служба
С 1942 по 1960 служил в рядах Красной, затем Советской Армии. Имел воинское звание подполковника. Участвовал в Великой Отечественной войне. Награждён орденом Красной Звезды, медалью «За боевые заслуги», 13-ю другими медалями и Почётной грамотой Президиума Верховного Совета БССР. Был уволен в запас в связи с сокращением Вооружённых сил.
Был офицером действующего резерва ПГУ КГБ СССР. В I Управлении КГБ Украины работал по линии научно-технической разведки. 

## Научная и педагогическая деятельность
В 1965 г. под научным руководством академика Митропольского Ю. А. защитил кандидатскую диссертацию по теме «О методе решения некоторых задач теории собственных колебаний балок переменных параметров с использованием ЭЦВМ». Эта работа была поддержана профессором Ананьевым И. В. (ЦАГИ) и в организации генерального авиаконструктора Антонова О. К.
В 1972 г. защитил докторскую диссертацию «Непрерывно-дискретные граничные задачи в теории колебаний». В этой работе был разработан метод определения собственных значений широкого класса граничных задач для дифференциальных уравнений в частных производных.
На протяжении 10 лет проводил значительную педагогическую работу, преподавал в Киевском государственном университете им. Т. Г. Шевченко и на факультете повышения квалификации преподавателей. Под его руководством выполнен ряд диссертационных работ.
К. Я. Кухта был членом Учёного совета по проблеме «Общая механика» при отделении математики, механики и кибернетики АНУ, членом секции «Техническая кибернетика» при Учёном совете Института кибернетики АН УССР.
Кухта К. Я. был высококвалифицированным учёным, который создал и 10 лет возглавлял новое научное направление. Разработанные Кухта К. Я. и сотрудниками его отдела методы динамических исследований целого класса упругих систем являются едиными для систем с непрерывно-дискретными, непрерывными или только дискретными параметрами, что существенно упрощает их исследования и значительно сокращает математическое обеспечение ЭВМ при использовании в этих исследованиях вычислительной техники.
Метод, предложенный Кухта К. Я. при изучении непрерывно-дискретных граничных задач на собственные значения, сводится к исследованию определителя, порядок которого не зависит от числа дискретных особенностей в интервале интегрирования (в отличие от других методов), а только от порядка граничных условий на одном из концов интервала интегрирования. Элементы таких определителей найдены по простым рекуррентным формулам, удобными для реализации на ЭВМ, без предварительного знания собственных функций. Кухта К. Я. предложил новую идею решения неоднородных нестационарных непрерывно-дискретных граничных задач, без использования рядов Фурье, с помощью двух решений.
Труды Кухта К. Я. нашли широкое применение при решении важных прикладных задач в горной технике, общем машиностроении, судостроении, авиационной промышленности, при изучении Мирового океана. Его достижения получили высокую оценку академика АН СССР Дородницина А. А., бывшего руководителя сектора ЦАГИ профессора Ананьева И. В., генерального авиаконструктора академика АН УССР Антонова О. К. и других учёных.
Важность разработанного научного направления подтверждается ещё и тем, что в Киевском, Ужгородском университетах и Мурманском высшем инженерно-морском училище проводится специализация студентов по решению непрерывно-дискретных граничных задач, разработанных Кухта Константином Яковлевичем.
Под руководством Кухта К. Я. выполнены четыре темы по Постановлению ЦК КПУ и Совета Министров УССР. Экономический эффект от внедрения работ в народное хозяйство составил около 2 млн руб. Под его руководством также был выполнен важный цикл работ по исследованию динамики и устойчивости полёта аэростатичних топливных поездов для перевозки природного газа и нефти. Эти работы получили положительную оценку Государственной экспертизы Госплана СССР, Президиума АНУ.
Разработанный Кухта К. Я. метод использования нормальных фундаментальных функций позволил существенно упростить исследования динамики упругих систем с различными параметрами.
Кухта К. Я. является автором около 100 научных работ, среди которых шесть монографий:
1. Нормальные фундаментальные функции в задачах теории колебаний (совместно с В. П. Кравченко). Изд-во «Наукова думка», К., 1973.
2. Непрерывно-дискретные задачи теории колебаний (совместно с В. П. Кравченко). Изд-во «Наукова думка», К., 1976.
3. Нестационарные граничные задачи с непрерывно-дискретнымы параметрами (совместно с В. П. Кравченко). Изд-во «Наукова думка», К., 1978.
4. Динамика непрерывно-дискретных систем (совместно с В. П. Кравченко). Изд-во «Наукова думка», К., 1978.
5. Исследование сложных непрерывно-дискретных систем (совместно с С. А. Бойко, Н. З. Гармаш и др.). Изд-во «Наукова думка», К., 1981.
6. Качественная теория управляемых динамических систем с непрерывно-дискретнымы параметрами (совместно с В. П. Кравченко, В. А. Красношапка). Изд-во «Наукова думка», К., 1986.

Под редакцией Кухта К. Я. вышло 8 научных сборников, связанных с тематикой непрерывно-дискретных граничных задач и управляемых аналогичных систем.
Кухта К. Я. был достойным учеником выдающегося советского математика академика Митропольского Ю. А.
Среди коллег и соратников, с которыми К. Я. Кухта имел тесные научные связи, были выдающиеся учёные: академики В. М. Глушков, Н. М. Амосов, Ю. А. Митропольский, К. М. Сытник, Б. Е. Патон, генеральный авиаконструктор академик О. К. Антонов и многие другие.

## Награды
- Почётная грамота Президиума Верховного совета БССР (1949)
- Орден Отечественной войны II степени
- Орден Красной Звезды
- Медаль «За боевые заслуги»
- Медаль «За победу над Германией в Великой Отечественной войне 1941–1945 гг.» (1946)
- Медаль «За доблестный труд в Великой Отечественной войне 1941–1945 гг.» (1946)
- Медаль «30 лет Советской Армии и Флота» (1948)
- Медаль «За безупречную службу 1 степени» (1958)
- Медаль «За безупречную службу 2 степени» (1962)
- Медаль «20 лет Победы в Великой Отечественной войне 1941–1945 гг.» (1965)
- Медаль «30 лет Победы в Великой Отечественной войне 1941–1945 гг.» (1976)
- Медаль «40 лет Победы в Великой Отечественной войне 1941–1945 гг.» (1985)
- Медаль «40 лет Вооружённых Сил СССР» (1958)
- Медаль «Ветеран Вооружённых Сил СССР» (1977)
- Медаль «70 лет Вооружённых Сил СССР» (1988)
- Медаль «В память 1500-летия Киева» (1982)
- Медаль «Защитнику Отчизны»